# Complesso del primo maggio
Complesso del primo maggio è un brano musicale di Elio e le Storie Tese del 2013. Dato che le precedenti Dannati forever e La canzone mononota erano state presentate per gareggiare al Festival di Sanremo 2013, si può considerare il primo vero e proprio singolo estratto dall'Album biango.
Il brano è una parodia degli artisti che ogni anno partecipano al Concerto del Primo Maggio, ed è colma di citazioni su di essi. La musica venne composta principalmente da Rocco Tanica, con qualche contributo da Cesareo e Faso, mentre il testo venne scritto dal solo Rocco Tanica.
L'audio ufficiale del brano è stato pubblicato su YouTube dal canale ufficiale della band il 12 aprile 2013, il videoclip invece esattamente il 1º maggio 2013.

## Artisti citati nel brano
- Goran Bregović
- Donatella Rettore ("non capisco perché tutti quanti continuano insistentemente a....")
- 99 posse ("corre lu guaglione dentro al centro sociale ... ")
- Sud Sound System
- Linea 77
- Davide Van De Sfroos
- Eugenio Finardi (Non è nel cuore: "...è fatto di gioia, ma anche di noia")
- Queen (campionamento dell'assolo di We Will Rock You di Brian May, giocando sul cognome del chitarrista che significa maggio.)
- Negramaro
- Jovanotti
- Quartetto Cetra (Crapa Pelada: "Ma il padrùn fa la frittada/ghe ne dà minga al cassaintegrada")
- Giovanna Daffini (canto delle mondine reso celebre da Sciur padrun da li beli braghi bianchi)